# Prefectura autónoma tibetana de Haibei
Haibei (en chino, 海北; pinyin, Hǎiběi, léase Jái-Béi) es una prefectura autónoma de la República Popular de China localizada en la provincia de Qinghai. Limita al norte y este con la provincia de Gansu, al sur con Hainan Tibetana, al oeste con Haixi Mongol y Tibetana y al sureste con Huangnan Tibetana. Su área es de 34 34 389 km² y su población total para 2007 superó los 278 mil habitantes.

## Administración
La prefectura autónoma de Haibei está conformada de 4 localidades que se administran en condados.
- Condado Haiyan 海晏县
- Condado Qilian 祁连县
- Condado Gangca C刚察县
- Condado autónomo Menyuan 门源回族自治县

## Historia
La Región Autónoma Tíbetana de Haibei fue fundada en 1953 y rebautizada como prefectura autónoma tibetana de Haibei en 1995.

## Toponimia
El nombre de la ciudad significa literalmente "norte del mar", en referencia al lago Qinghai que lo llaman -mar turquesa-.  Como las otras regiones autónomas, se caracteriza por estar asociada a un grupo étnico minoritario, en este caso, los tibetananos.